# 리틀비턴

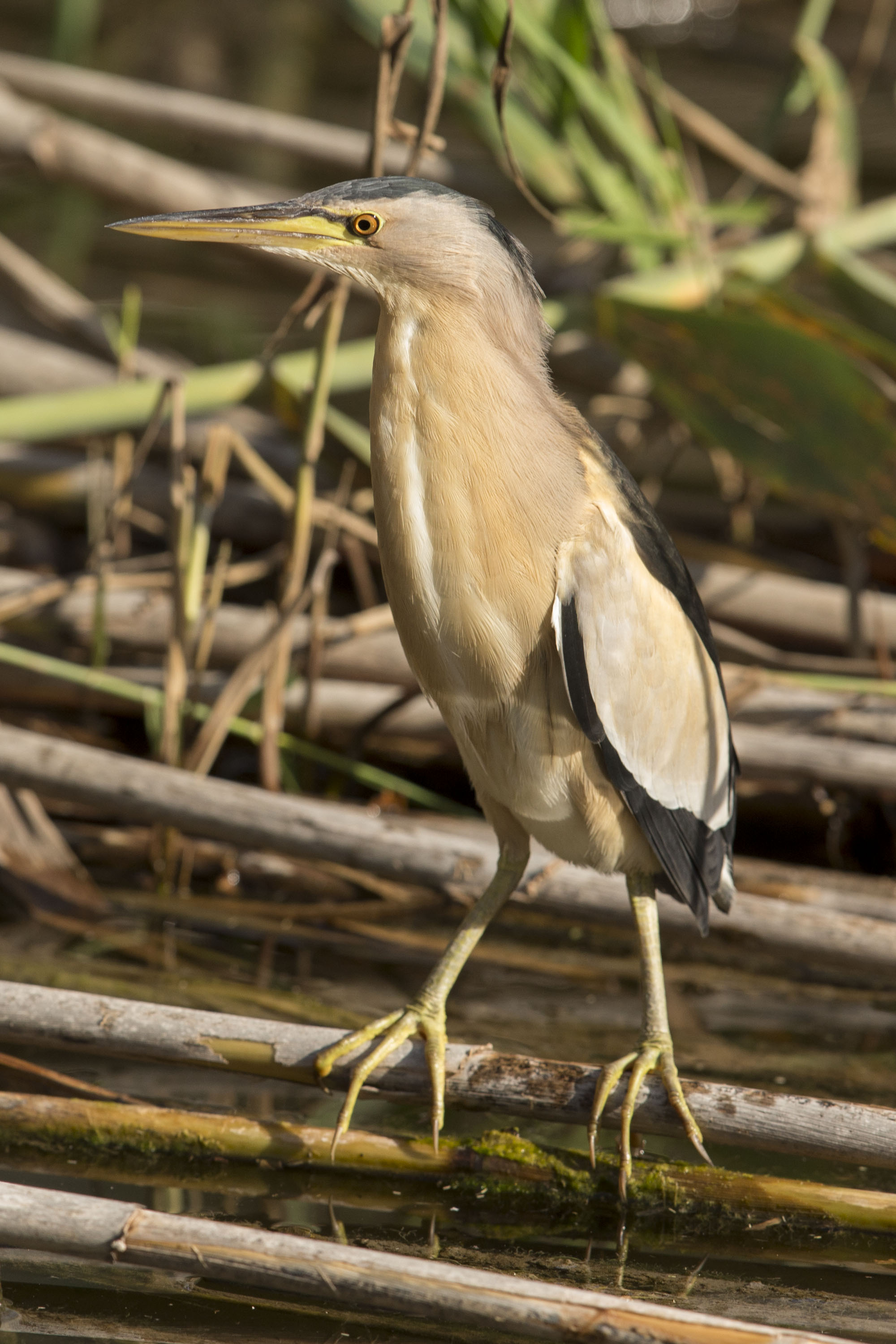
스페인에서의 리틀비턴

리틀비턴(Little bittern, 학명: Ixobrychus minutus)은 왜가리과에 속하는 섭금류이다. 리틀비턴의 학명 중 Ixobrychus는 "갈대같은 식물"을 뜻하는 고대 그리스어 낱말 ixias와 "우렁찬 소리를 내다"를 의미하는 고대 그리스어 낱말 brukhomai, 그리고 "작은"을 뜻하는 라틴어 낱말 minutus에서 비롯되었다.
구세계에서 자생하며 아프리카, 유럽 중부/남부, 서아시아, 남아시아, 마다가스카르에서 번식한다. 유럽과 서아시아의 온난 지대의 새들은 철새로서 아프리카, 그리고 더 나아가 남쪽으로 아시아 지역에서 겨울을 나며 열대 지역의 새들은 상주하다시피 한다.

## 아종
- I. m. minutus – (Linnaeus, 1766): nominate, found in Europe, Asia, northern Africa; winters in sub-Saharan Africa and southern Asia
- I. m. payesii – (Hartlaub, 1858): found in sub-Saharan Africa, resident
- I. m. podiceps – (Bonaparte, 1855): found in Madagascar, resident